# مرکز قایق‌رانی المپیک تالین

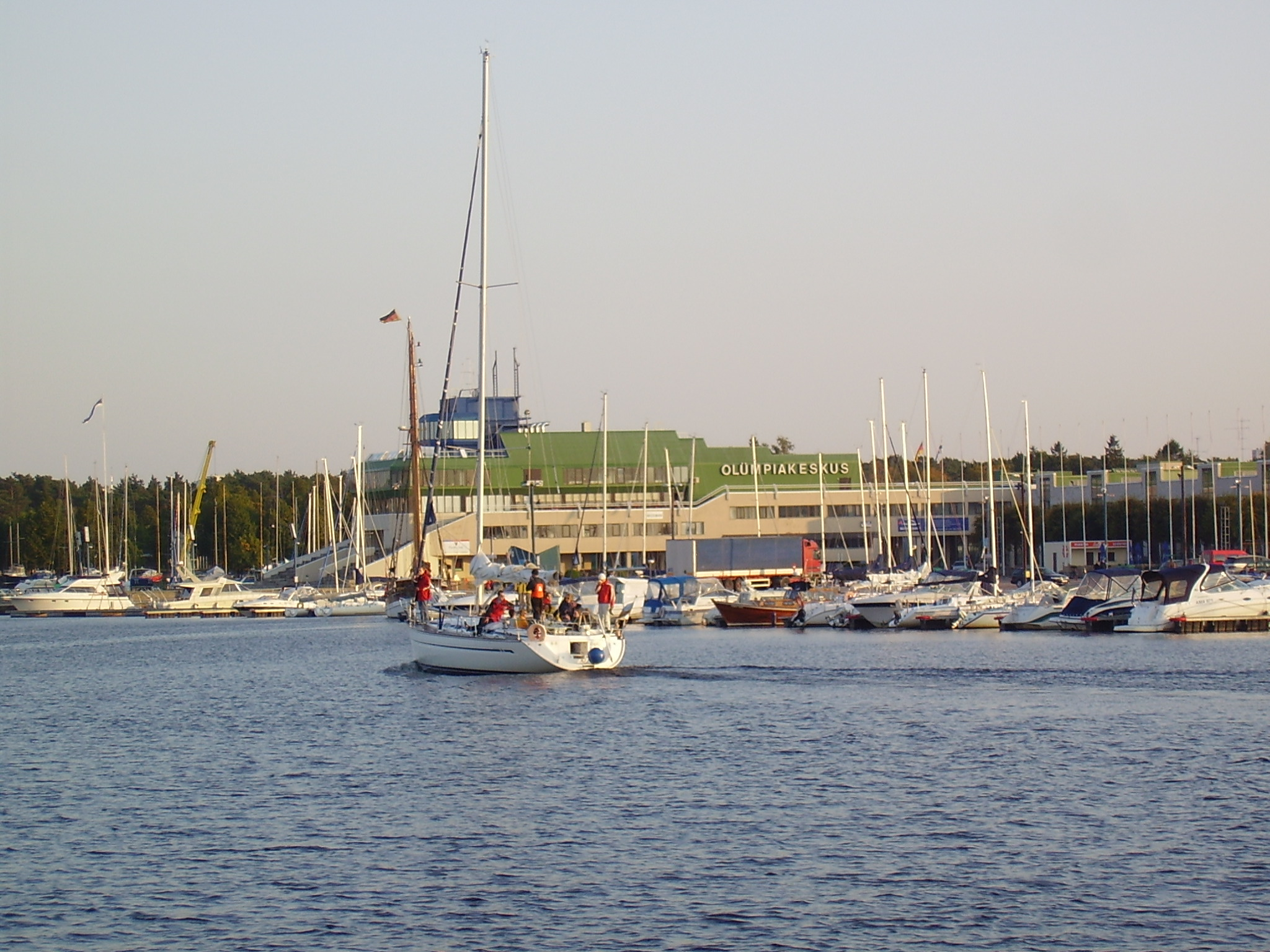
مرکز قایق‌رانی المپیک تالین

مرکز قایق‌رانی المپیک تالین (استونیایی: Tallinna Olümpiapurjespordikeskus) یک مجموعه ورزشی قایق‌رانی در پیریتا، تالین، استونی است که برای بازی‌های المپیک تابستانی ۱۹۸۰ ساخته شده است.